# 李家鼎 (国民革命军少将)
李家鼎（1895年—?），字倦尘。浙江省杭县人。国民革命军骑兵少将旅长。

## 生平
1916年12月，李家鼎毕业于保定陆军军官学校第三期骑科。
1928年3月6日至1929年2月10日，國民政府组建国民革命军军官团，在南京的中央军校受训，内设骑兵队，队长章鸿春（日本士官学校十四期），学生是在黄埔入伍期满后，升入中央军校第六期骑兵科学习已过半年的学员共225人，分为两连。其中第一连连长即為李家鼎，其餘主管為第二连连长王从善（保定六期），骑兵队队附赵凤藻（保定八期）、苗庆年（保定一期）。骑兵队马术主任教官由队长章鸿春兼任。
国民革命军军官团骑兵队（編为黄埔六期）学生畢業後大部分到了新组建的中央教导师骑兵团，由李家鼎任团长。1930年4月编成教导第一师骑兵团，李家鼎仍为团长。后扩编为骑兵第一旅。。
1933年初，李家鼎参加上海滩帮会头目杜月笙组建的“恒社”。同年3月率部参加了长城抗战。10月至1935年10月任湖北省第八区行政督察专员兼保安司令。1936年1月29日被国民政府铨叙陆军少将。七七事变后，於1937年9月任西安行营参谋长。